# 最珍贵的你
《最珍贵的你》是周深为中国国家公园演唱的主题曲。2022年10月12日作为数字单曲发布。该主题曲为国家林业和草原局及QQ音乐举办的“声动自然——中国国家公园音乐大赛”获奖作品。在腾讯音乐由你榜2022年度榜单上，此曲是年度推广曲TOP5。

## 背景和风格
2021年10月12日，中国设立了三江源国家公园、大熊猫国家公园、东北虎豹国家公园、海南热带雨林国家公园、武夷山国家公园五个首批国家公园。2022年6月至9月，国家林业和草原局与QQ音乐发起了音乐创作大赛，从五百多首词曲创作中选择了《最珍贵的你》，邀请周深作为“中国国家公园宣传大使”演唱此曲。这首歌曲作为中国国家公园主题曲，于中国国家公园设立一周年之际发布。歌曲把“雪山”“大熊猫”“红豆杉”“长臂猿”“九曲溪”等珍贵的国家公园稀有物种和自然风光串联在一起，周深的歌声“空灵、恢弘、荡气回肠”，“唱出自然之美”，歌曲视频展现了中国国家公园的美景。
2022年10月12日，歌曲《最珍贵的你》在音乐平台作为单曲发布。

## 音乐视频
2022年10月12日，中国国家公园设立一周年之际，发布了主题曲《最珍贵的你》，歌曲MV也同日发布。MV中有周深演唱时的画面，也有五个中国国家公园的各种美景与保护动物的镜头。

## 创作者
以下内容整理自QQ音乐：
- 演唱：周深
- 作词：王应天
- 作曲：王应天
- 编曲：阿杰
- 制作人：王应天
- 和音唱编写：海清
- 笛子：王品予
- 古筝：李百双
- 贝斯：肖旭
- 打击乐：殷之豪
- 童声演唱：王一可
- 和音：海清
- 器乐录音：王宇
- 人声录音：徐威
- 混音/母带：赵靖BIG.J@SBMS BEiji
- 人声录音室：52HZ Studio（Shanghai)
- 器乐录音室：音合百纳
- 项目顾问：国家林业和草原局（国家公园管理局）宣传中心（黄采艺）
- 项目统筹：腾讯集团市场与公关部（李航/刘小岚/张韩腾/马骏豪）/QQ音乐市场公关部（JC/李旭/Lisa）
- 艺人统筹：腾讯集团市场与公关部（沈碧芸菁/谢新雅）
- 项目策划：QQ音乐公关中心&新鲜制造工作室（Lisa/Beson/杨杰/杨奕晖/周萌）
- 联合出品：国家林业和草原局（国家公园管理局）/腾讯公司/QQ音乐
- 海报设计：Yoo@正经造物
- 音乐发行：QQ音乐·新鲜制造工作室
- 特别鸣谢：周深工作室/舒楠

## 排行榜
| 日榜（2022年）             | 峰值 |
| -------------------------- | ---- |
| 中国（酷我音乐飙升榜）     | 1    |
| 中国（酷我音乐流行趋势榜） | 1    |
| 中国（酷我音乐新歌榜）     | 1    |
| 中国（酷我音乐华语新歌榜） | 1    |
| 中国（酷我音乐MV榜）       | 1    |
| 中国（QQ音乐飙升榜）       | 2    |
| 中国（酷我音乐华语榜）     | 2    |
| 中国（酷我音乐热评榜）     | 4    |
| 中国（酷狗音乐内地榜）     | 5    |
| 中国（抖音热榜娱乐榜）     | 9    |

| 周榜（2022年）                        | 峰值 |
| ------------------------------------- | ---- |
| 中国（腾讯音乐由你榜）                | 2    |
| 中国（QQ音乐巅峰榜MV内地榜）          | 2    |
| 中国（中国歌曲排行榜）                | 2    |
| 中国（安徽音乐广播音乐昆昆说）        | 2    |
| 多地区（全球华语歌曲排行榜）          | 3    |
| 中国（QQ音乐内地榜）                  | 4    |
| 中国（QQ音乐巅峰榜MV总榜）            | 5    |
| 中国（全球华语广播歌曲排行榜-新歌榜） | 7    |

| 月榜（2022年）             | 峰值 |
| -------------------------- | ---- |
| 中国（腾讯音乐由你榜）新歌 | 2    |
| 中国（腾讯音乐由你榜）     | 4    |
| 中国（腾讯音乐浪潮榜）     | 16   |

## 奖项
| 年份 | 颁奖机构                   | 奖项                                                 | 结果 |
| ---- | -------------------------- | ---------------------------------------------------- | ---- |
| 2022 | 国家林业和草原局及QQ音乐   | 声动自然——中国国家公园音乐大赛获奖作品《最珍贵的你》 | 獲獎 |
| 2023 | 腾讯音乐由你榜2022年度榜单 | 年度推广曲TOP5《最珍贵的你》                         | 獲獎 |